# Tymański Yass Ensemble
Tymański Yass Ensemble – polski zespół jazzowy, powstały w grudniu 2003. Jest on swoistą kontynuacją prowadzonej przez Tymona Tymańskiego formacji jazzowej Miłość. 
Repertuar grupy (tak jak i jej nazwa) nawiązuje do twórczości grup yassowych, czyli jest mieszanką jazzu, rocka alternatywnego i muzyki etnicznej. 
Zespół zadebiutował w 2004 roku albumem Jitte (nazwa pochodzi od formy w karate shotokan i oznacza „dziesięć rąk”), wydanym przez Tone Industria. Biodro Records – wytwórnia płytowa Tymona Tymańskiego – w 2008 roku wydała kolejną płytę zespołu, o tytule Free Tibet.

## Skład
- Antoni Ziut Gralak – trąbka, tuba
- Aleksander Korecki – saksofon altowy i barytonowy, flet
- Irek Wojtczak – saksofon tenorowy i sopranowy
- Tymon Tymański – gitara
- Wojtek Mazolewski – gitara basowa, elektrobas
- Kuba Staruszkiewcz – bębny

## Dyskografia
- Jitte (Tone Industria 2004)
- Free Tibet (Biodro Records 2008)